# Košický Klečenov
Košický Klečenov é um município da Eslováquia, situado no distrito de Košice-okolie, na região de Košice. Tem 13,39 km² de área e sua população em 2018 foi estimada em 290 habitantes.

## Demografia
| Ano:        | 1994 | 2004    | 2014   | 2024    |
| ----------- | ---- | ------- | ------ | ------- |
| Broj ljudi: | 222  | 267     | 280    | 309     |
| Razlika:    |      | +20,27% | +4,86% | +10,35% |

| Ano:               | 2023 | 2024   |
| ------------------ | ---- | ------ |
| Número de pessoas: | 311  | 309    |
| Diferença:         |      | -0,64% |